# 花家姐
花家姐，原名胡莉芹，是香港的資深電台及電視節目主持。其主持的節目多與奇案有關，故亦有奇案女王之稱。曾任職香港商業電台、香港有線電視等等。

## 作品

### 電視
- ViuTV
  - 《晚吹－罪光燈》（主持之一）
- 香港電台
  - 《香港故事－聲光路上：邊緣的聲音》（受訪者）[4][5]

### 網台
- 網台TV99網絡電視
  - 《東頭灣道99號》[註 1]
- Yahoo TV
  - 《區區有奇案》[6]

### 電台
- 新城知訊台
  - 《他她它的都市生活》之《與殺手談心》（主持之一）

### 圖書
- 雷宇揚; 胡莉芹; 杜浚斌. . 博益出版集團. 2001年. ISBN 978-962-1783-81-3.
- 花家姐. . 日閱堂出版社. 2015年. ISBN 978-988-8288-46-5.
- 花家姐. . 亮光文化. 2017年.

## 註腳
1. ↑  東頭灣道第99號，本身是香港赤柱監獄的地址。該網台節目內容與奇案、犯罪心態為主，故以該地址為節目命名。